# توفند ۱۹۰۰ گلویستن
توفند ۱۹۰۰ گالوستون در ۸ دسامبر ۱۹۰۰ (۱۷ آذر ۱۲۷۹) در شهر گلوستون، ایالت تگزاس، در کشور ایالات متحده به خشکی رسید. سرعت آن هنگام برخورد به زمین ۱۴۵ مایل در ساعت (۲۳۳ کیلومتر بر ساعت) بود که در مقیاس باد طوفان سافیر سیمپسون رنج توفندهای درجه ۴ طبقه‌بندی می‌شود. این توفند دارای بیشترین تلفات جانی در بین کل حوادث طبیعی در تاریخ ایالات متحده را دارا می‌باشد. از نظر تلفات غیر جانی این توفند بعد از توفان کاترینا در رده دوم قرار می‌گیرد.

## نگارخانه

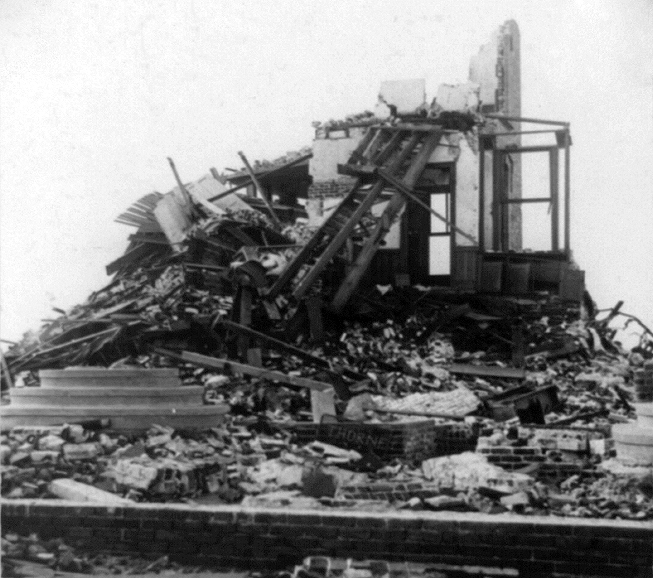
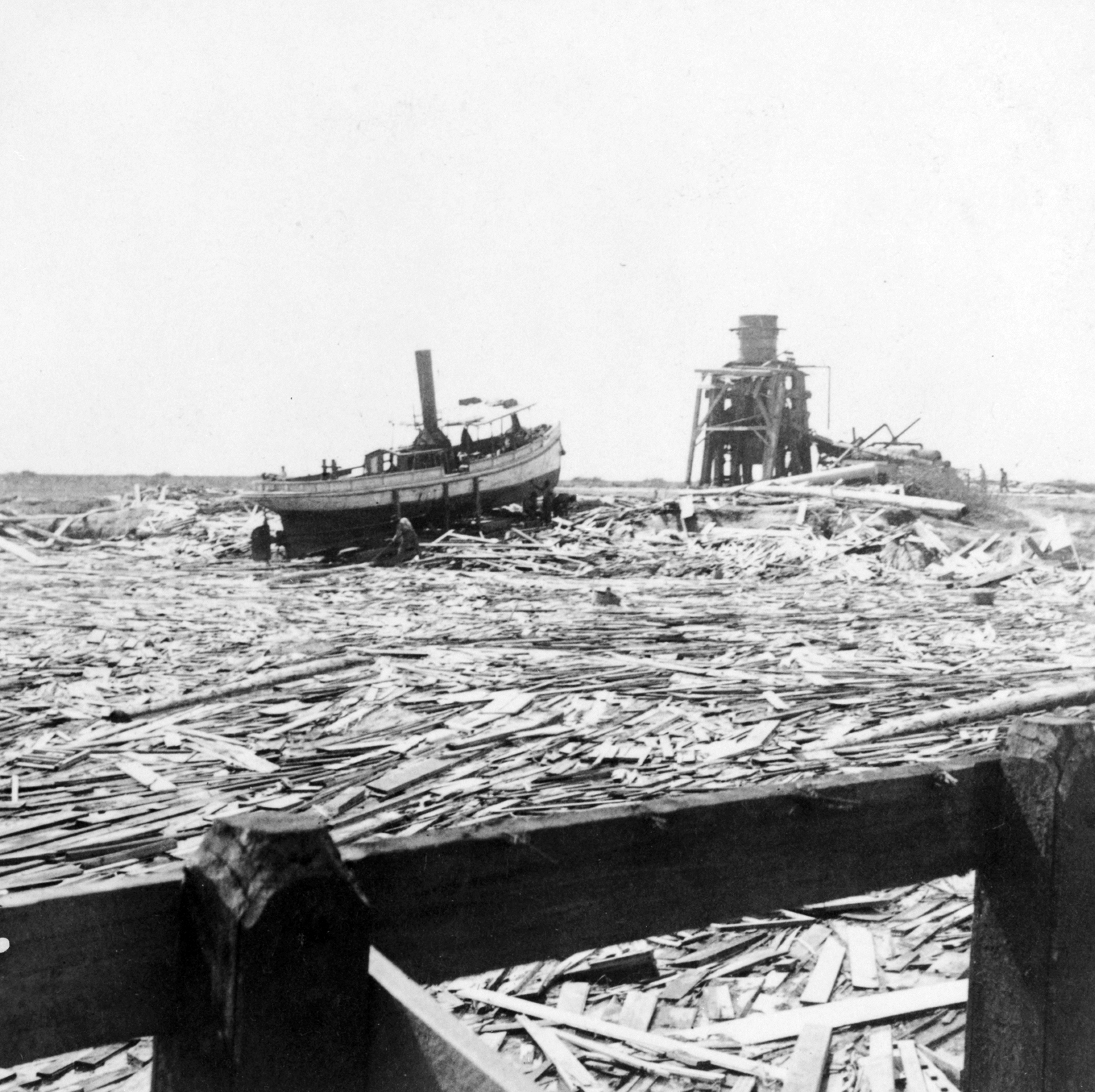
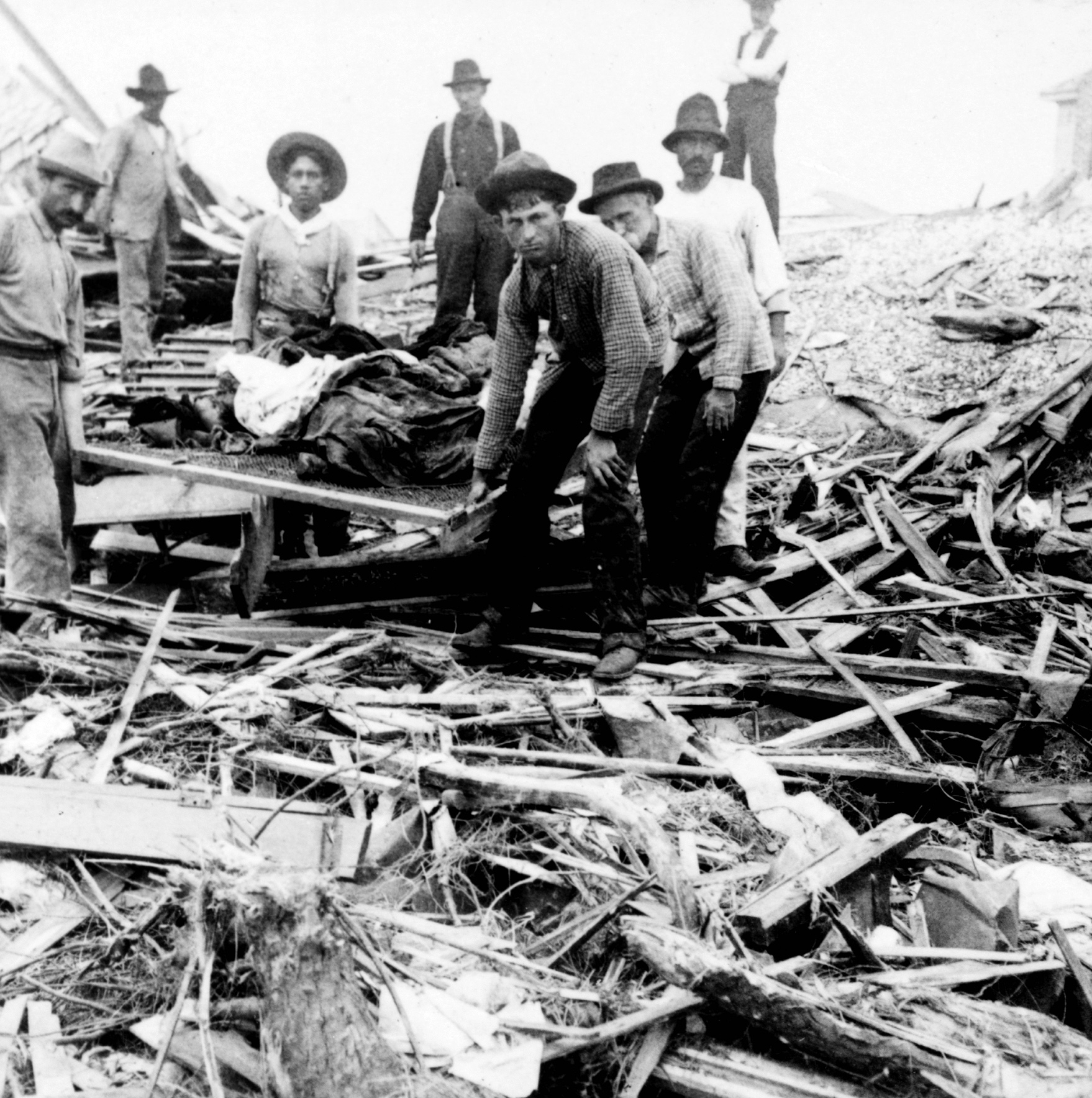
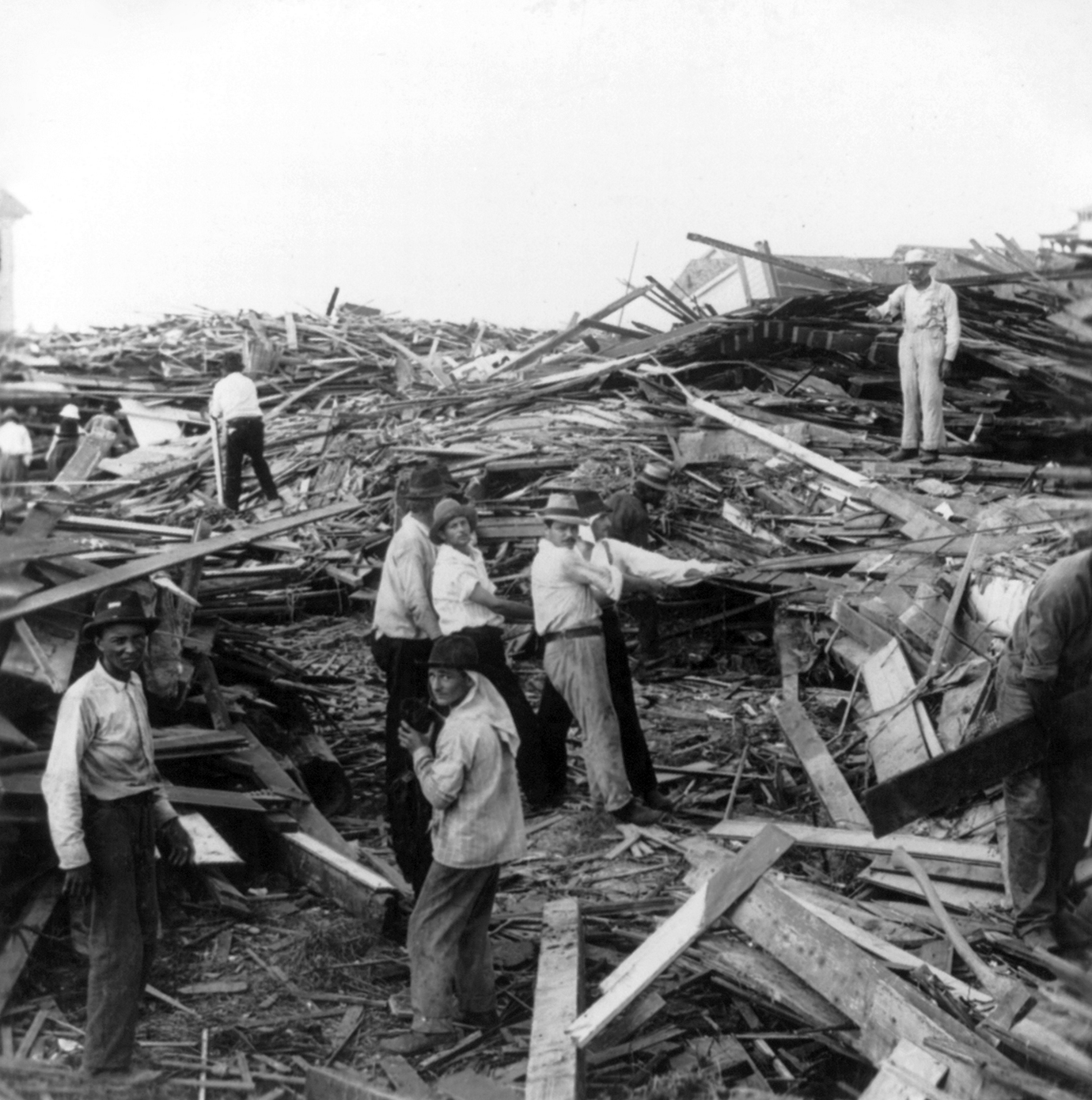
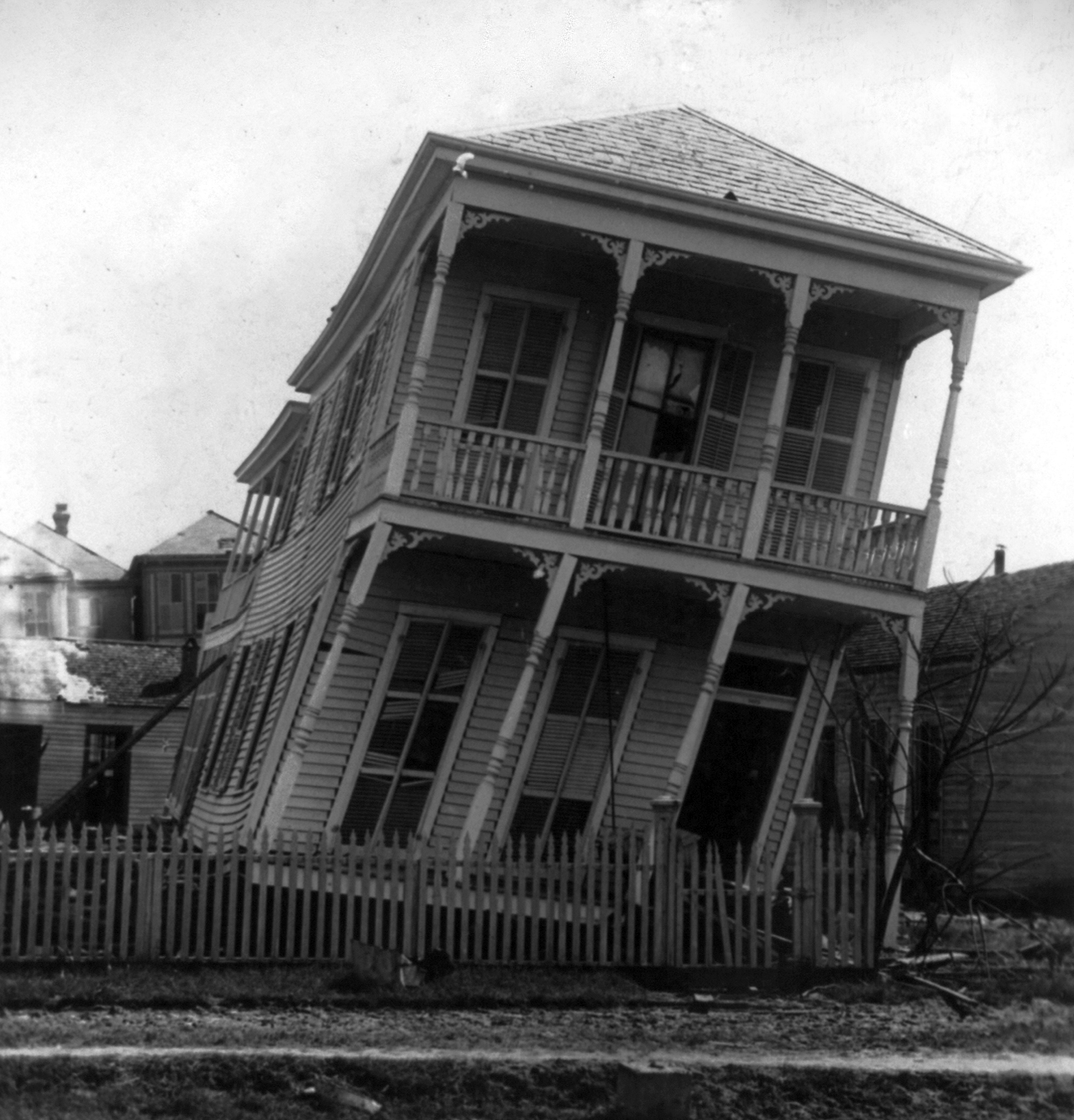
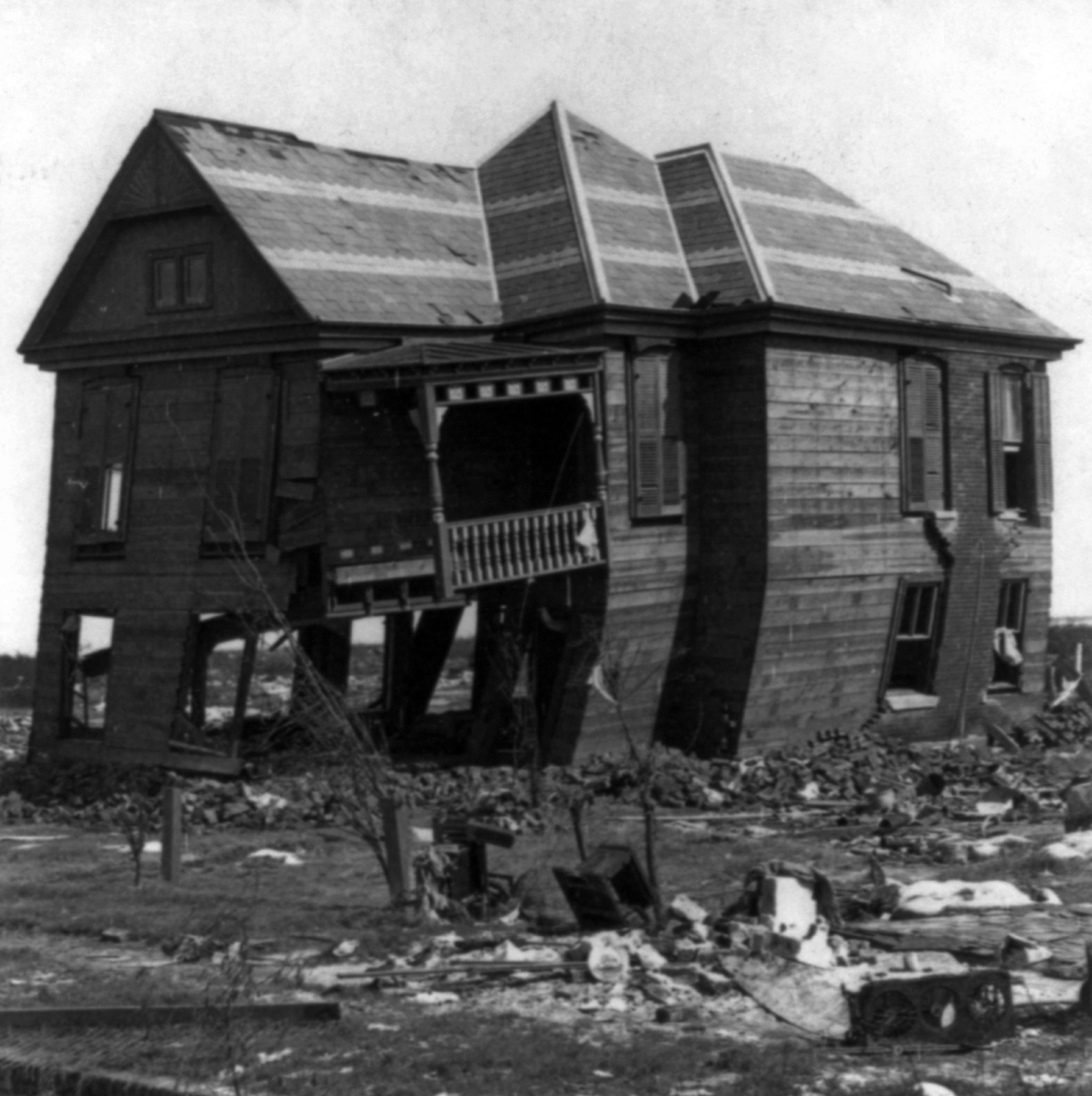
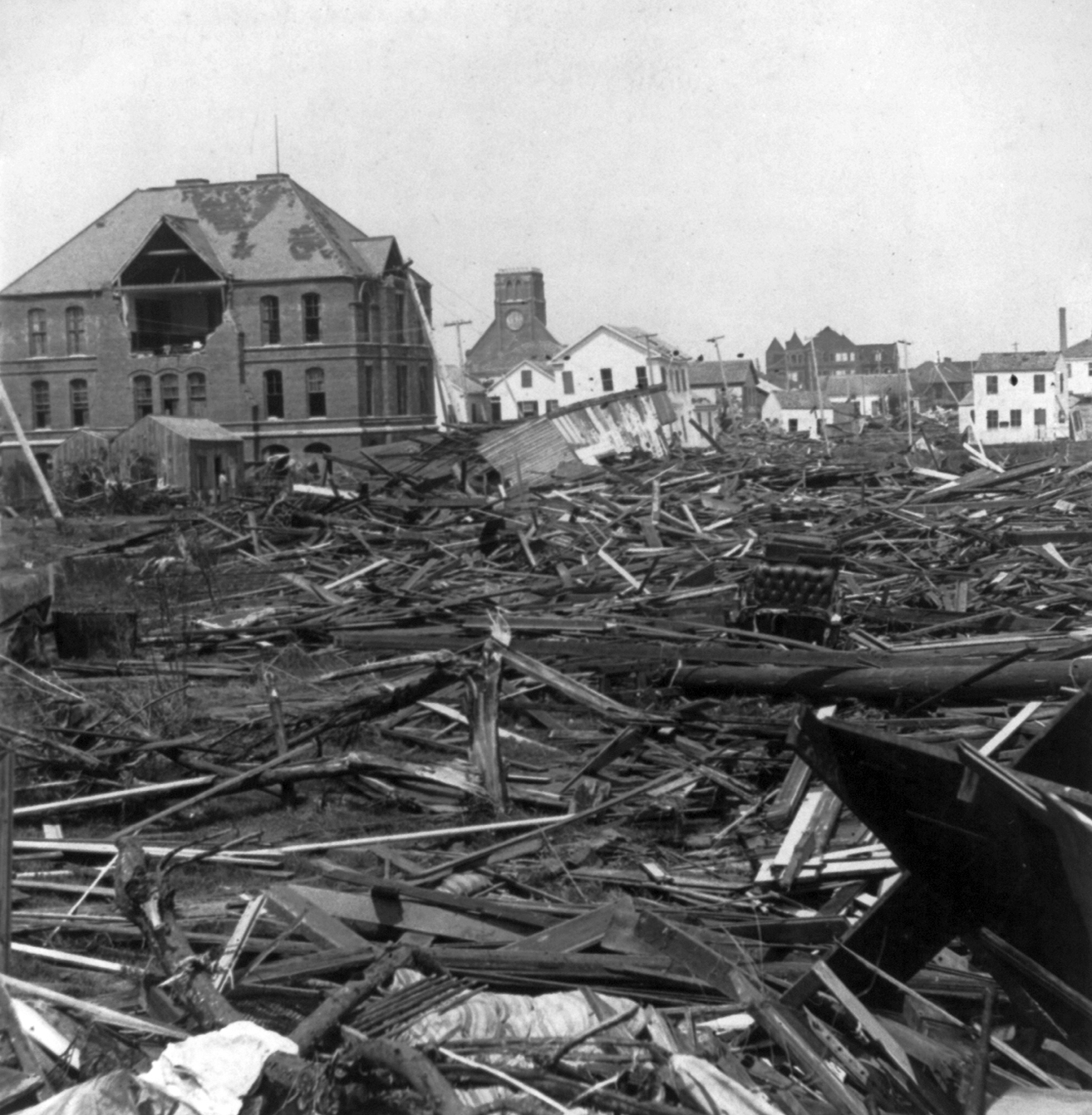
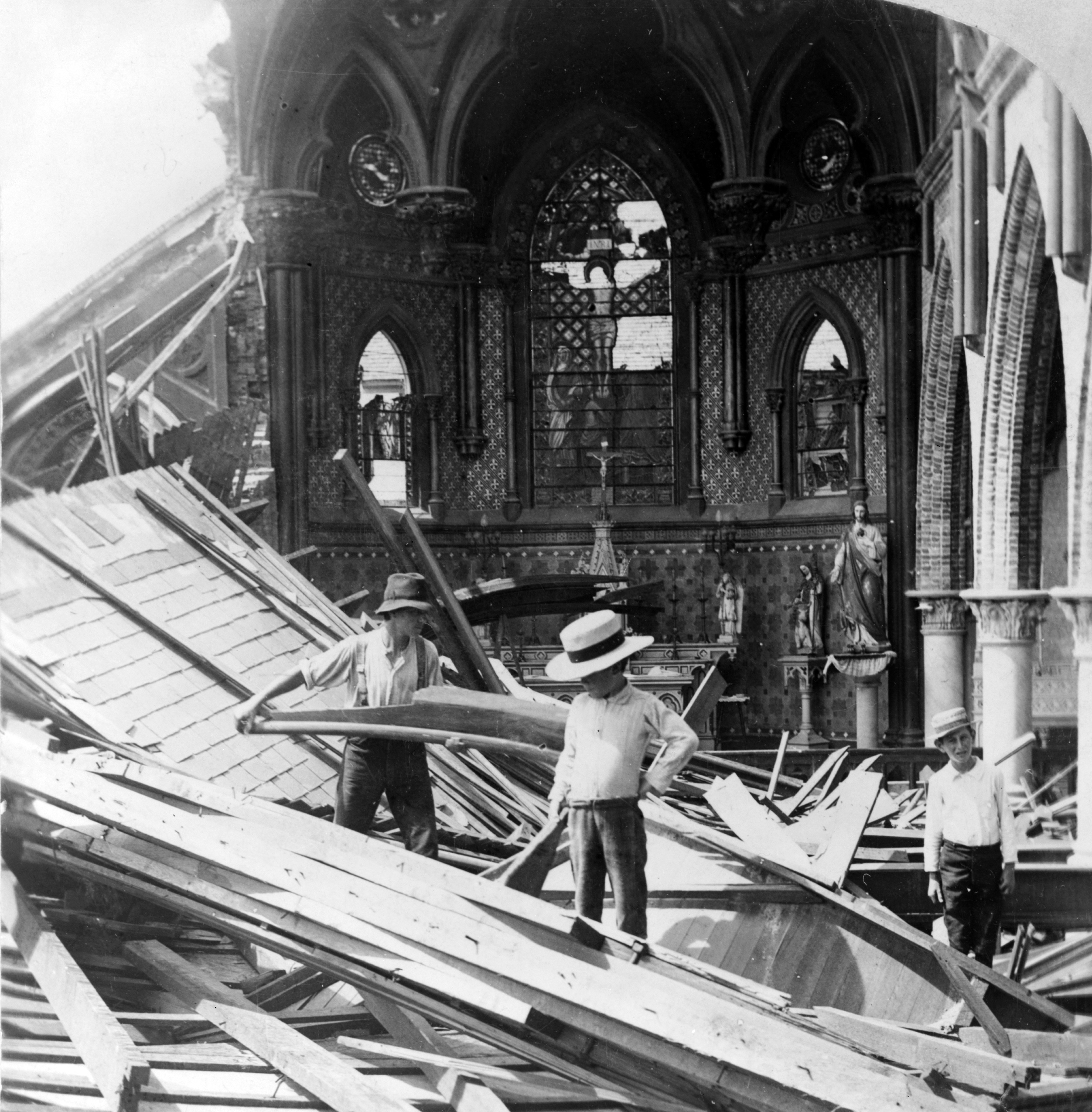